# Маленький сержант
«Маленький сержант» — советско-чехословацкий художественный фильм 1975 года режиссёра Льва Голуба.

## Сюжет
Одиннадцатилетнего Бориску нацисты замуровали в бочку и бросили в реку. Эту бочку под огнём противника вытащил на берег лейтенант Алексей, и мальчик стал сыном полка. А через три года Бориске присвоили звание сержанта медицинской службы.

## В ролях
| Актёр | Роль     |
| --- | -------- |
| Валентин Клименков | Бориска  |
| Власта Власакова | Лукашева |
| Мирослав Ногинек | Ярослав  |
| Геннадий Корольков | Климов   |
| Александр Барковский | Алёша    |
| Луцие Клегрова | Штепанка |
| Паул Буткевич, А. Усов, Анатолий Черноцкий, Г. Кравцова, П. Скарке, В. Главаты, Йозеф Шебек, Ян Поган, Итка Зеленогорска, Зденка Бурдова, Я. Крафка, О. Краскова, И. Лир, Зденек Гавел, Мартин Ведрал, Марек Тихи, Игорь Нахтигалл, Мириам Хитилова | эпизод   |

## Съёмочная группа
| Автор сценария                                                    | Юрий Яковлев, Людвик Томан                           |
| Режиссёр-постановщик                                              | Лев Голуб                                            |
| Оператор-постановщик                                              | Олег Авдеев                                          |
| Композитор                                                        | Ян Таусингер                                         |
| Художник-постановщик                                              | Ю. Булычёв, А. Волеман, И. Рогатень                  |
| Звукооператор                                                     | Виктор Морс                                          |
| Режиссёр                                                          | В. Вошмикова, А. Чекменёв                            |
| Оператор                                                          | В. Куприянов                                         |
| Монтажёр                                                          | С. Аксёнова                                          |
| Художник по костюмам                                              | А. Грибова, С. Дроздова                              |
| Художник-гримёр                                                   | А. Журба, А. Кунова                                  |
| Редактор                                                          | М. Питтерманнова, О. Пушкин                          |
| Ассистент режиссёра                                               | Б. Берзнер, Ж. Петленкова, Ж. Фуэтэрова, М. Давыдова |
| Ассистент оператора                                               | П. Кривостаненко, В. Алакин                          |
| Ассистент художника                                               | В. Говорка                                           |
| Консультатнт                                                      | Г. Арико                                             |
| Государственный симфонический оркестр кинематографии СССР Дирижёр | Мартин Нерсесян                                      |
| Директор                                                          | Л. Тиковска, С. Тульман                              |

## Награды
- Приз Чехословацкого Совета Мира МКФ для детей и юношества в Готвальдове-76;
- Почетный диплом исполнителю детской роли (Валентин Клименков) КФ чешских и словацких фильмов в Брно-76;
- Приз «Хрустальная бабочка» исполнителю главной роли (В.Клименков) КФ детских фильмов в Чешских Будейовицах-76;
- Серебряная медаль имени А. Довженко (1977, награждён режиссёр Л. Голуб).